# 리처드 윌슨 (화가)
리처드 윌슨(Richard Wilson, 1714년 8월 1일 ~ 1782년 5월 15일)은 웨일스의 풍경 화가이다.

## 주요 작품

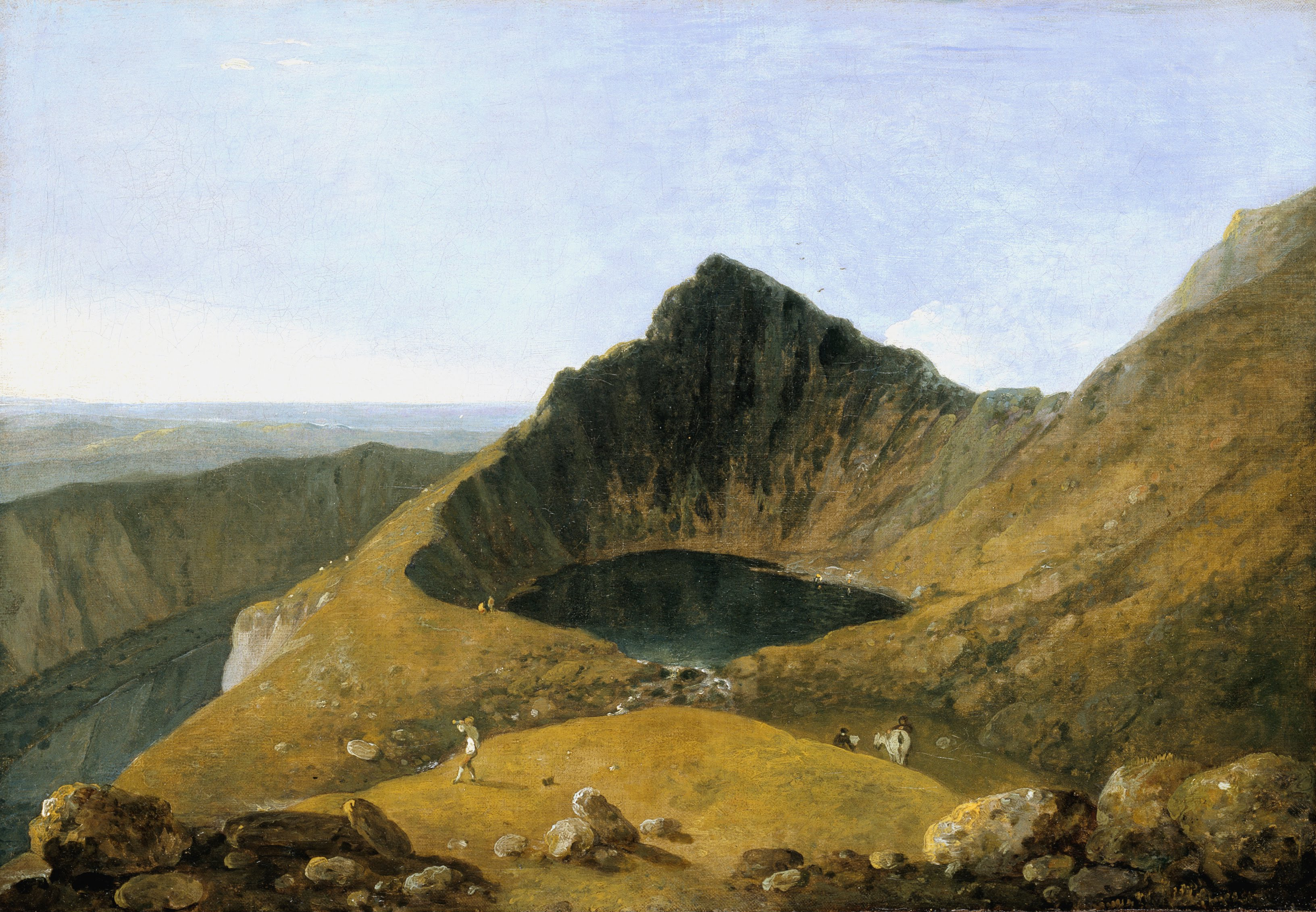
Llyn-y-Cau, Cader Idris